# Guinevere (Artussage)

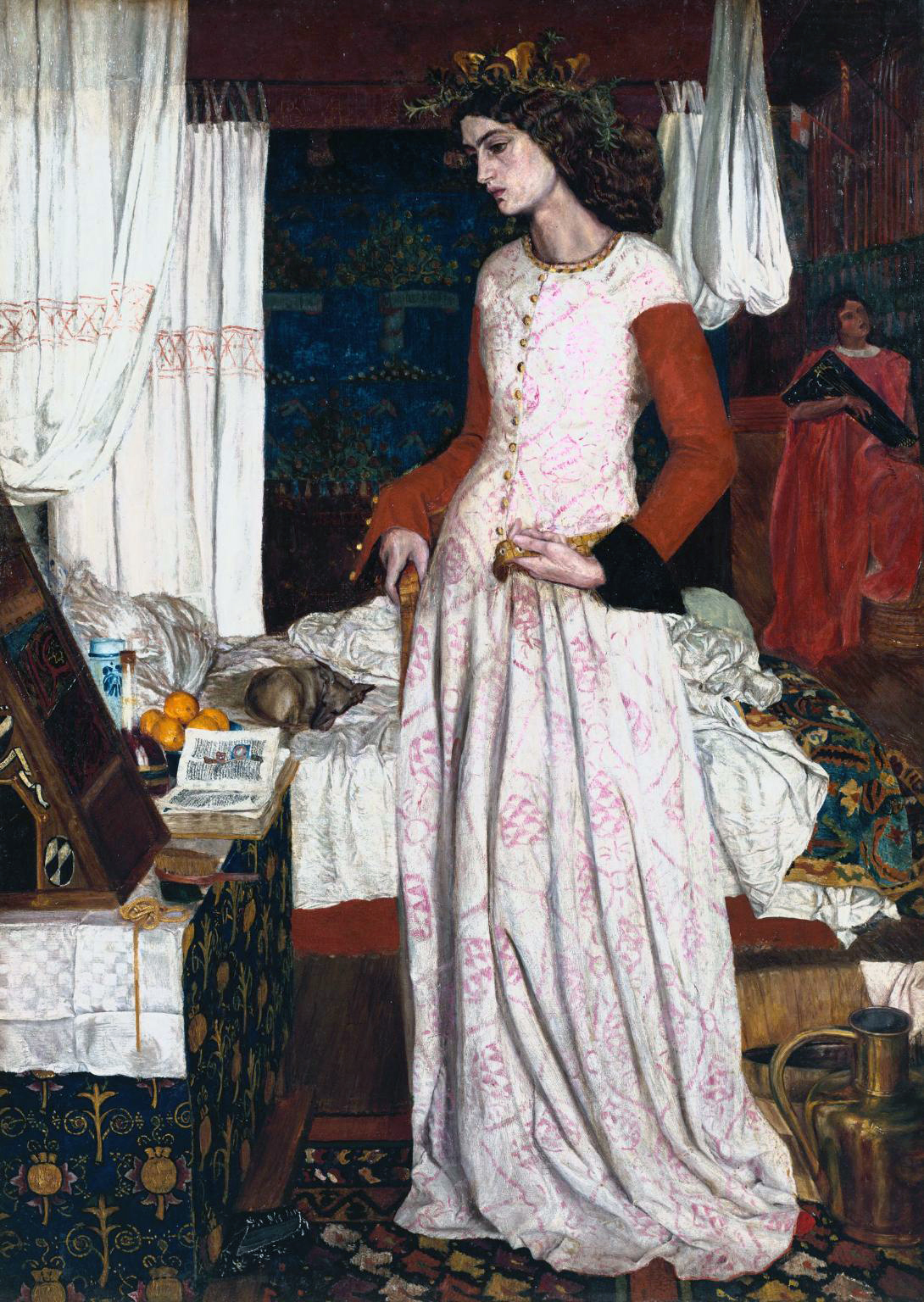
Königin Guinevere von William Morris (19. Jahrhundert)

Guinevere (englisch), Gwenhwyfar ([gwenˈhuivar] walisisch), Ginebra (spanisch), Ginevra (italienisch), Guenièvre (französisch), ist in der keltischen Mythologie von Wales und in der sich daran anschließenden Artus-Sage die Frau des Königs Artus und die Geliebte des Ritters Lancelot (der in den walisischen Überlieferungen allerdings nicht vorkommt).

## Etymologie und Überlieferungen
Der Name Guinevere stammt aus dem Walisischen in der Form Gwenhwyfar („die weiße Fee“, „der weiße Geist“); dies kann aber auch „Gwen die Große“ bedeuten, im Unterschied zu ihrer Schwester Gwenhwyfach („Gwen die Kleine“). Diese Gwenhwyfach wird lediglich in der Erzählung Culhwch ac Olwen („Die Geschichte von Culhwch und Olwen“) sowie in zwei der Trioedd Ynys Prydein („Die Triaden der Insel Britannien“) erwähnt.
Guinevere ist nach einer Version die Tochter des Königs Leodegrance (Lleudd-Ogrfan), nach den Trioedd Ynys Prydein soll Gwythyr ihr Vater sein.
Die ersten Erwähnungen Guineveres finden sich in der walisischen Erzählung Culhwch ac Olwen, wo sie lediglich als Artus’ Königin erwähnt wird. Artus teilt Culhwch mit, er könne jedes Geschenk von ihm haben, außer seinem Schiff, Mantel, Schwert, Lanze, Schild, Messer oder seiner Frau Gwenhwyfar. In fünf der Trioedd Ynys Prydein wird sie ebenfalls genannt.
Nach Caradoc von Llancarfans Vita Gildae („Das Leben des Gildas“) wird sie von Melwas (Meleagant), dem König von Somerset, als Siegespreis im Zweikampf gegen Cei fab Cynyr (Sir Keie) erobert, entführt, vergewaltigt und auf seiner Festung Glastonbury gefangen gehalten. Artus belagert ein Jahr lang mit einer Armee Melwas’ Festung, bis Gildas eine friedliche Lösung vermittelt und Melwas Guinevere an Artus zurückgibt. In Chrétien de Troyes’ Erzählung dieser Entführung wird sie von Gawain und Lancelot du Lac befreit, der sie liebt, aber an Artus zurückgibt.
Bei Geoffrey von Monmouth soll Artus Guinevere (hier Guanhumara genannt) in der Obhut seines Neffen Mordred (Medrawd) gelassen haben, während er nach Europa übersetzte, um gegen einen römischen Prokurator in den Krieg zu ziehen. Während seiner Abwesenheit verführt Mordred Guinevere und macht sich selbst zum König mit ihr als seiner Königin. Dies bringt Artus dazu, nach Britannien zurückzukehren, um in der Schlacht von Camlann gegen Mordred anzutreten. Nachdem Mordred im Zweikampf mit Artus gestorben ist, diesen dabei aber ebenfalls tödlich verwundet hat, geht Guinevere zuletzt ins Kloster. In allen Erzählungen bleibt sie kinderlos, obwohl die walisische Überlieferung Söhne von Artus erwähnt.
Der Name Gwenhwyfar wird bei John T. Koch mit dem irischen Findabair, der Tochter von Ailill mac Máta und Medb, gleichgesetzt.
In dem Lai (Gedicht)  Lanval von Marie de France, entstanden um 1170, spielt Gwenhwyfar eine eher unrühmliche Rolle als verschmähte Frau.

## Verbreitung des Namens in der Gegenwart
Der heute noch verbreitete Vorname Jennifer ist eine kornische Variante von Guinevere.